# Куклино (Рыбинский район)
В Ярославской области есть ещё одна деревня Куклино, в Борисоглебском районе.
Куклино — деревня Макаровской сельской администрации Судоверфского сельского поселения Рыбинского района Ярославской области.
Деревня расположена на северо-западной окраине города Рыбинска, к западу от дороги, связывающей основную часть города с его микрорайоном, в прошлом посёлком, Переборы и к востоку от платформы Шлюзовая железнодорожной ветки местного промышленного назначения, ведущей от станции Рыбинск на левый берег Волги через плотину и шлюзы Рыбинского водохранилища. На юго-восток от Куклино, на небольшом расстоянии стоит деревня  Пригорки .
В деревне 23 сентября 1916 года родился Константин Александрович Смирнов, Герой Советского Союза, танкист, погибший в 1944 году в боях под Уманью . На доме, в котором он жил, установлена мемориальная доска. Рядом с домом установлен памятный стенд, на которой упомянуты Смирнов и ещё пять жителей деревни, погибшие в годы Великой Отечественной войны. 
На 1 января 2007 года в деревне числилось 11 постоянных жителей . Почтовое отделение 16 в Рыбинске обслуживает в деревне 20 домов. Улицы не именуются .